# 2020년 유튜브 광고 논란
2020년 유튜브 광고 논란은 유튜브가 2020년 11월 20일에 '모든 영상에 광고를 넣을 수 있다'고 이용 약관을 개정하면서 생긴 논란이다.

## 개요
2020년 11월 19일, YouTube Community에 유튜브 이용 약관이 개정된다는 구글 직원의 게시물이 올라왔다. 해당 게시물
수익을 창출 할 권리
귀하는 서비스에서 귀하의 콘텐츠로 수익을 창출 할 수 있는 권리를 YouTube에 부여합니다.(그리고 이러한 수익 창출에는 콘텐츠에 또는 콘텐츠 내에 광고를 표시하거나 사용자에게 액세스 요금을 부과하는 것이 포함될 수 있습니다). 본 계약은 귀하에게 지불 권한을 부여하지 않습니다. 2020년 11월 18일부터 귀하와 YouTube 간의 다른 계약에 따라 YouTube에서 받을 수 있는 모든 지급 (예 : YouTube 파트너 프로그램, 채널 멤버십 또는 Super Chat에 따른 지급 포함)은 로열티로 처리됩니다. 법에 의해 요구되는 경우 Google은 그러한 지급에서 세금을 원천 징수합니다.
Right to Monetize
You grant to YouTube the right to monetize your Content on the Service (and such monetization may include displaying ads on or within Content or charging users a fee for access). This Agreement does not entitle you to any payments. Starting November 18, 2020, any payments you may be entitled to receive from YouTube under any other agreement between you and YouTube (including for example payments under the YouTube Partner Program, Channel memberships or Super Chat) will be treated as royalties.  If required by law, Google will withhold taxes from such payments.— 새롭게 추가된 유튜브 이용 약관

아래의 추가적인 설명에 따르면, 기존에는 유튜브 파트너 프로그램에 가입된 채널만 광고가 붙었으나 이제부터는 유튜브 파트너 프로그램에 가입되지 않은 채널도 광고가 붙을 수 있다고 한다. 유튜브 파트너 프로그램에 가입되지 않은 채널에 부착된 광고로 얻은 이익은 크리에이터에게 돌아가지 않는다.

## 변경 이유
스브스뉴스는 유튜브가 이번 약관을 개정한 이유가 "구글은 광고로 돈을 버는 기업이었고, 사용자에게 최적화된 광고를 내보내기 위해 사용자의 데이터를 수집할 수 있는 여러 서비스를 개발하여 데이터를 수집하였으나 최근 이러한 방식으로 돈을 벌기 어려워지면서 유튜브 프리미엄 같은 돈을 직접 지불하는 구독형 서비스로 사업 구조를 변경하려 하며, 이번 이용 약관 변경은 사용자가 광고가 나오지 않는 유튜브 프리미엄으로 유도하기 위해 광고를 더 많이 붙이려는 것"이라고 설명했다.